# Kiesza-diszkográfia
Ez a diszkográfia a kanadai énekes és dalszerző Kiesza albumainak, lemezeinek a listája, mely 2 stúdióalbumot, 1 EP-t, 7 kislemezt, 7 videóklipet. 5 dalt tartalmaz, mint közreműködő előadó.

## Stúdió albumok
| Cím              | Album megjelenés                                                                                     | Legmagasabb slágerlistás helyezés | Legmagasabb slágerlistás helyezés | Legmagasabb slágerlistás helyezés | Legmagasabb slágerlistás helyezés | Legmagasabb slágerlistás helyezés | Legmagasabb slágerlistás helyezés | Legmagasabb slágerlistás helyezés |
| Cím              | Album megjelenés                                                                                     | CAN                               | AUT                               | GER                               | NLD                               | SWI                               | UK                                | US                                |
| ---------------- | --- | --------------------------------- | --------------------------------- | --------------------------------- | --------------------------------- | --------------------------------- | --------------------------------- | --------------------------------- |
| Kiesza           | - Megjelenés: 2008 - Label: Independent - Formátum: CD , Digitális letöltés                          | —                                 | —                                 | —                                 | —                                 | —                                 | —                                 | —                                 |
| Sound Of A Woman | - Megjelenés: 2014 október 17 - Label: Lokal Legend, Island - Formátum: CD , LP , Digitális letöltés | 14                                | 18                                | 10                                | 66                                | 14                                | 40                                | 42                                |

## Kislemezek
| Év   | Cím                                               | Legmagasabb slágerlistás helyezés | Legmagasabb slágerlistás helyezés | Legmagasabb slágerlistás helyezés | Legmagasabb slágerlistás helyezés | Legmagasabb slágerlistás helyezés | Legmagasabb slágerlistás helyezés | Legmagasabb slágerlistás helyezés | Legmagasabb slágerlistás helyezés | Legmagasabb slágerlistás helyezés | Legmagasabb slágerlistás helyezés | Legmagasabb slágerlistás helyezés | Díjak, elismerések | Album            |
| Év   | Cím                                               | CAN                               | AT                                | AUS                               | BEL                               | DEN                               | GER                               | IRE                               | NLD                               | SWI                               | UK                                | US                                | Díjak, elismerések | Album            |
| ---- | ------------------------------------------------- | --------------------------------- | --------------------------------- | --------------------------------- | --------------------------------- | --------------------------------- | --------------------------------- | --------------------------------- | --------------------------------- | --------------------------------- | --------------------------------- | --------------------------------- | --- | ---------------- |
| 2014 | "Hideaway"                                        | 5                                 | 17                                | 25                                | 1                                 | 2                                 | 5                                 | 11                                | 1                                 | 5                                 | 1                                 | 51                                | - MC: Platina - ARIA: Arany - BPI: Platina - BEA: Arany - BVMI: Arany - IFPI DEN: Platina - IFPI SWI: Arany - RIAA: Arany | Sound Of A Woman |
| 2014 | "Giant In My Heart"                               | 52                                | 53                                | —                                 | 12                                | —                                 | 11                                | 72                                | —                                 | 48                                | 4                                 | —                                 | | Sound Of A Woman |
| 2014 | "No Enemiesz"                                     | —                                 | —                                 | —                                 | 66                                | —                                 | —                                 | —                                 | —                                 | —                                 | 30                                | —                                 | | Sound Of A Woman |
| 2015 | "Sound Of A Woman"                                | —                                 | —                                 | —                                 | 78                                | —                                 | —                                 | —                                 | —                                 | —                                 | —                                 | —                                 | | Sound Of A Woman |
| 2015 | "Cut Me Loose" (SeeB Remix)                       | —                                 | —                                 | —                                 | —                                 | —                                 | —                                 | —                                 | —                                 | —                                 | —                                 | —                                 | | Sound Of A Woman |
| 2015 | "Give It To The Moment" (featuring Djemba Djemba) | —                                 | —                                 | —                                 | —                                 | —                                 | —                                 | —                                 | —                                 | —                                 | —                                 | —                                 | | Nem album dal    |
| 2017 | "Dearly Beloved"                                  | —                                 | —                                 | —                                 | —                                 | —                                 | —                                 | —                                 | —                                 | —                                 | —                                 | —                                 | |                  |

## Közreműködő előadóként
| Év   | Cím                                                     | Legmagasabb slágerlistás helyezések | Legmagasabb slágerlistás helyezések | Legmagasabb slágerlistás helyezések | Legmagasabb slágerlistás helyezések | Díjak, elismerések | Album                             |
| Év   | Cím                                                     | FIN                                 | UK                                  | BE                                  | NL                                  | Díjak, elismerések | Album                             |
| ---- | ------------------------------------------------------- | ----------------------------------- | ----------------------------------- | ----------------------------------- | ----------------------------------- | ------------------ | --------------------------------- |
| 2013 | "Triggerfinger" (Donkeyboy featuring Kiesza)            | 9                                   | —                                   | —                                   | —                                   |                    | nem album dal                     |
| 2014 | "Take Ü There" (Jack Ü featuring Kiesza)                | —                                   | 63                                  | 134                                 | —                                   | - RIAA: Arany      | Skrillex and Diplo Present Jack Ü |
| 2015 | "Teach Me" (Joey Bada$$ featuring Kiesza)               | —                                   | —                                   | 79                                  | —                                   |                    | B4.Da.$$                          |
| 2015 | "Last Night In The City" (Duran Duran featuring Kiesza) | —                                   | —                                   | —                                   | —                                   |                    | Paper Gods                        |
| 2017 | "Don't Want You Back" (Bakermat featuring Kiesza)       | —                                   | —                                   | 100                                 | 122                                 |                    | nem album dal                     |